# 星野二郎
星野 二郎（ほしの じろう、1930年1月13日 - ）は、日本の経営者。三井造船社長を務めた。大阪府出身。

## 経歴・人物
1952年に東京大学工学部船舶工学科を卒業し、同年に三井造船に入社。1984年6月に取締役に就任し、1987年6月に常務、1989年5月に専務を経て、1993年6月に社長に就任。1997年6月には相談役に就任。